# Judicaël
Judicaël  è un nome proprio di persona francese e bretone maschile.

## Varianti
- Bretone: Judikael[1], Yezekael[1]
- Francese: Judicael

### Varianti in altre lingue
- Catalano: Iudicael[2]
- Gallese antico: Iudhail[1]
  - Gallese: Ithel[1]
- Bretone antico: Iudicael[1]
- Italiano: Giudicaele
- Spagnolo: Iudicael[2], Judicael[2]

## Origine e diffusione
Deriva dal nome bretone antico Iudicael, composto da iud ("signore", "principe", oppure "che combatte") e hael ("generoso"). Il primo elemento si trova anche in Joyce, il secondo in Gwenaël.

## Onomastico

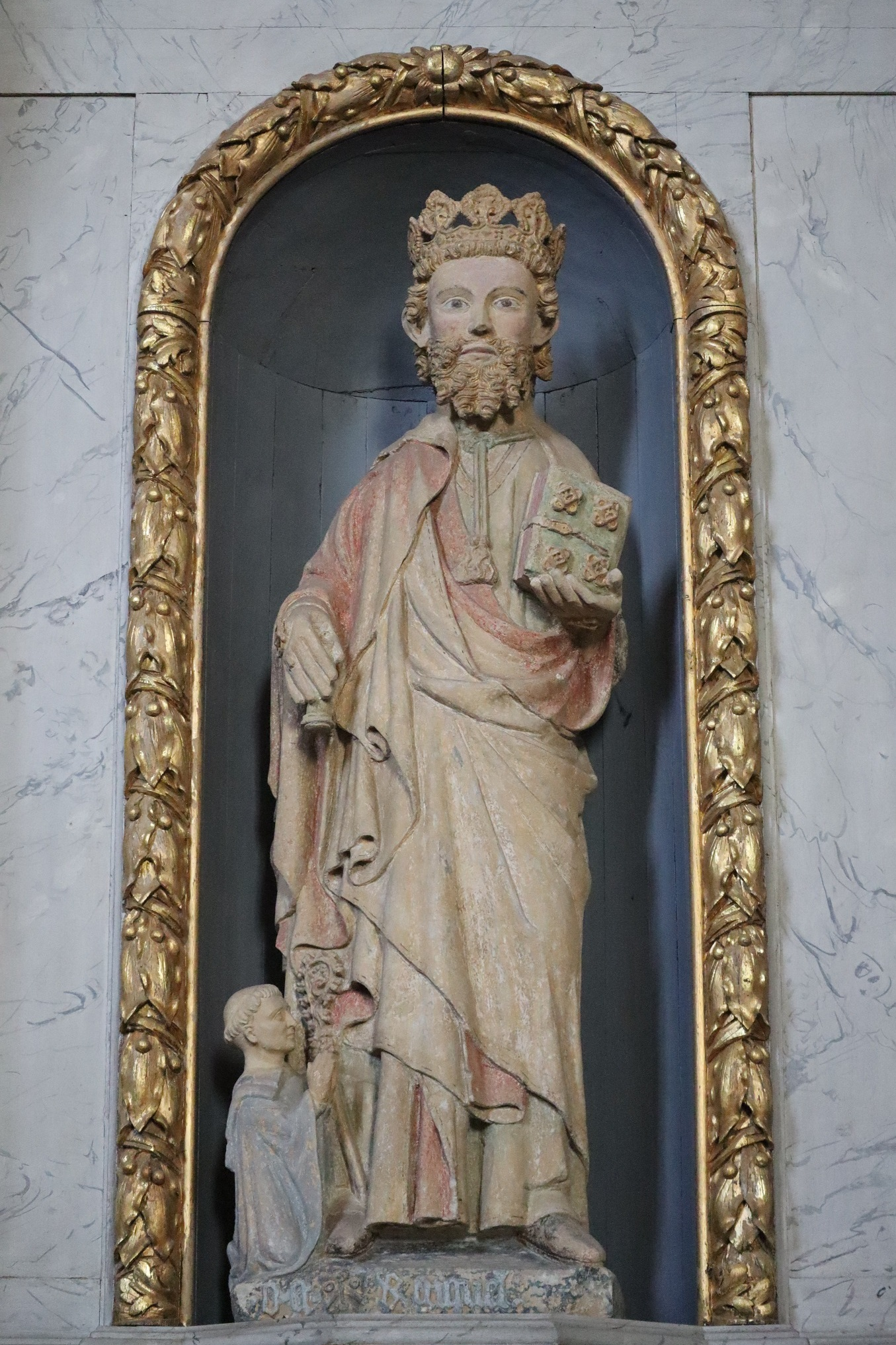
Statua di san Giudicaele nell'abbazia di Notre-Dame di Paimpont

L'onomastico si festeggia il 17 dicembre in memoria di san Giudicaele, re bretone del VII secolo.

## Persone
- Judicaël Cancoriet, rugbista a 15 francese
- Judicaël Nicolas, presbitero e missionario francese

### Varianti
- Giudicaele, re di Dumnonia
- Judicael di Rennes, re di Bretagna
- Judicael Berengario, conte di Rennes
- Judikael Ixoée, calciatore francese
- Judikael Magique, calciatore ivoriano